# 新塔花属
新塔花属（学名：Ziziphora）是唇形科下的一个属，为一年生或多年生的草本或半灌木植物。该属共有约25－30种，分布于地中海至亚洲中部及阿富汗。